# تری‌پروپیلن
تری‌پروپیلن (به انگلیسی: Tripropylene) یک ترکیب شیمیایی است. شکل ظاهری این ترکیب، مایع بی‌رنگ است.